# محمد بن حسين أبو خمسين
محمد بن حسين بن علي آل أبو خمسين الوَدَعاني الدوسري الأحسائي يعرف عمومًا بـ محمد بن حسين أبوخمسين (1795 - 16 مارس 1899) (1210 - 5 ذي القعدة 1316) فقيه جعفري وقاضي ومدرس ديني سعودي من أهل القرن التاسع عشر الميلادي/ الثالث عشر الهجري. كان مجتهدًا أصوليّا في الفقه ومرجعًا للتقليد، وفي منهجه الفلسفي كان شيخيًا ويعد من كبار هذه المدرسة، وله مؤلفات حولها. ولد من أم عربية علوية في إحدى قرى خراسان أو يقال شيراز. قدم إله وطنه الأحساء في 1805. درس فيها المقدمات على والده وأحمد الصفار، ثم ذهب إلى النجف، فتتلمذ عند علي بن جعفر كاشف الغطاء. رجع إلى الأحساء في 1836 وبقي بها وانخرط في الأعمال الحرة، ثم توجه إلى العراق وسكن كربلاء ليكمل دراسته عند علمائها وتلمذ على كاظم الرشتي وحسن كوهر وحسين بن موسى الكنجوي ومحمد حسين المحيط التبريزي. كان زعيمًا دينيًا كبيرًا في الأحساء وومرجعاً للتقليد لشيعة الأحساء والبحرين والكويت والبصرة ودبي ومسقط وغيرها وامتدت مرجعيته قرابة الستين سنة. أسس حوزة علمية لتدريس فقه الجعفري بها. عمل قاضيًا وكان بنفسه يستمع إلى الشكاوى ويصدر الحكم. توفي في الهفوف عن عمر ناهز 106 سنوات ودفن بمقرة السديرة. له عدة مؤلفات دينية ورسالات فقهيه وشروح وأشعار.

## نسبه وأسرته
هو محمد بن حسين بن علي بن محمد الكبير بن أحمد بن إبراهيم بن علي بن عبد النبي بن راشد بن سالم بن صقر بن أبي بكر بن سالم آل أبو خمسين الخماسيني الوَدَعاني الدوسري الأحسائي.

أسرته يعرف بآل بوخمسين، وهي أسرة كبيرة شهيرة في الأحساء وأصلهم من وادي الدواسر في نجد ومن منطقة الخماسين ومنها نزحوا إلى الأحساء في حدود 850 هـ. فسكنوا في الأحساء بقرية كانت تدعي أبوشافع أولًا، في شمال غرب قرية المُنيزلة، وبعد قرن نزحوا إلى الهفوف. ينتمون إلى قبيلة الخماسين النجدية متفرعة عن بني وداعة.

والده هو حسين بن علي أبو خمسين الهفوفي الأحسائي، من علماء القرن الثالث عشر الهجري، وكان من العلماء المعاصرين لأحمد بن زين الدين الأحسائي، والمظنون أنه له الرواية عنه.

## ولادته وسنواته الأولى
ولد محمد بن حسين في إحدى قرى خراسان أو يقال شيراز سنة 1210 هـ/ 1795 م - أي في أواخر الأفشارية وبداية القاجارية - من أم عربية علوية، وبها نشأ. وكان والده اضطر إلى ترك الأم لدى أهل الأم في خراسان، فعاش وتربى محمد بن حسين تحت رعاية والدته وأخواله. وقضى هناك 12 عامًا فحفظ القرآن وتعلم القراءة والكتابة ومبادئ العربية.

## تعليمه
بعد أن تعلم في خراسان، ذهب إلى وطن آبائه الأحساء في حدود سنة 1222 هـ/ 1807 م وسكن الهفوف. فتولى أبوه تدريسه. وفيها حضر دروس المقدمات لدى والده ودرس أيضًا على أحمد بن مال الله الصفار.

في سنة 1245 هـ/ 1829 م ذهب إلى النجف لإكمال دراسته ودرس السطوح فيها حتى 1252 هـ/ 1836 م. من أهم أساتذته علي بن جعفر كاشف الغطاء، الذي أجاز له بالاجتهاد وخلف بن عبد علي آل عصفور.

قضى سبع سنوات في النجف وعاد إلى الأحساء في حدود 1252 هـ/ 1836 م وعاد إليها في حدود سنة 1254 هـ/ 1838 م وسكن كربلاء، حيث كان يقيم كاظم الرشتي فيها، ودرس عليه. وحضر أيضًا لدى حسن بن علي كوهر وأحمد بن حسين آل شكر وحسين بن مولى قلي الكنجوي ومحمد باقر الأسكوئي ومحمد حسين بن علي أكبر الكرماني وغيرهم. وأقام في كربلاء حوالي خمس سنين وعاد إلى وطنه في حوالي 1254 هـ. فأصبح من كبار الففهاء الجعفرية في عصره.

## مهنته الدينية
وبعد أن عاد من العراق إلى وطنه الأحساء في حوالي 1259 هـ/ 1843 م، أصبح بعد فترة وجيزة زعيمًا دينيًا كبيرًا فيها ورجع إليه في التقليد الأحسائيين الجعفريين. وبعد سنوات امتدت مرجعيته إلى خارج الأحساء، فكان له مقلدون في البحرين والكويت والبصرة والمحمرة ودبي ومسقط وأبوشهر وغيرها. ولم يكن حينها المرجع الوحيد للشيعة الاثناعشرية في الأحساء، وكان هناك هاشم بن أحمد السلمان الموسوي أيضًا.

أسس حوزة علمية لتدريس فقه الجعفري في الأحساء وممن تخرج عليه وتتلمذ عنده أحمد بن علي بن محمد الصحاف، وأحمد بن محمد بن علي البغلي، وجعفر بن حسين آل ناجم، وحسين بن علي الصالح الحدب، وحسين بن محمد الممتن، وسلطان بن محمد العباد (والد محسن بن سلطان الفضلي) وسلمان بن محمد الشايب، وطاهر أبو خضر، وعبد الله بن علي الوايل، وعلي بن محمد آل موسى، وعمران بن حسن السليم، ومحمد بن حسين الصحاف، ومحمد بن حسين آل مبارك وغيرهم.

### في القضاء
عمل قاضيًا وكان بنفسه يستمع إلى الشكاوى ويصدر الحكم، وكانت الحكومة العثمانية تحترم حكمه مع أنه لم ينصّب رسمياً من قبلها.
كان مركزه في المسجد الذي كان يعرف بمسجد الشيخ محمد الكبير، نسبة إلى محمد الكبير أبوخمسين الجد الثاني له، وكان يقع في محلة الفوارس بالمدينة الهفوف، وهو يعرف اليوم بجامع الإمام الباقر أو مسجد آل أبي خمسين. وهو كان إمامًا فيه وقام بتجديده في 1286 هـ.

أمر بتشكيل لجنة لإصلاح ذات البين من مجموعة من الأعيان والوجهاء من عدة مناطق كان من بينهم أخوه عبد الله وعلي بن عبد الله الأمير، وهاشم بن خليفة الموسوي، وحسن بن أحمد الرمضان، ومحمد بن أحمد البغلي، وعلي بن محمد الحواج، وعيسى آل عبد الله السلطان وغيرهم.

## وفاته
توفي في المدينة الهفوف بالأحساء بعد الظهر من اليوم 5 ذو القعدة 1316 عن عمر بلغ 106 سنين هجريًا. تم تشييعه في صباح اليوم 6 ذو القعدة. وموقع قبره في المقبرة المعروفة باسم السُّديرة شرق مدينة الهفوف. لقد رثاه عدد من العلماء والشعراء.
 ومنها علي بن الصحاف في قصيدة له:

## حياته الشخصية
بعد رجوعة وتعلميه في الأحساء في 1245 هـ، انخرط في الأعمال الحرة وتزوج بها، واشتغل بالفلاحة وخياطة العبي/المشالح. وقضى في الأعمال الحرة 15 عامًا منفصلًا عن الدراسة. خلّف من الأبناء عيسى (خلف من ابنين هما عبد العظيم وحسين) وناصر وصالح وعبد الحميد ومحمد طاهر.

## مؤلفاته
من مؤلفاته المذكورة بترجمته في كتاب أنوار البدرين، وفي مواضع متفرّقة من موسوعة الذريعة:
\* رسالة في بيان كليات العوالم الأربع
- رسالة في تفسير آية فبما رحمةٍ من الله لنت لهم وشرح حديث الثقلين
- رسالة في تفسير آية والبلد الطيب يخرج نباته بإذن ربه والذي خبث لا يخرج إلا نكدا
- رسالة في تفسير آية وقضى ربك أن لا تبعدوا إلا إياه
- رسالة في جواب الشيخ محمد بن حسين آل مبارك الأحسائي
- رسالة في شرح حديث الأنوار الخمسة
- شرح حديث من عرف نفسه فقد عرف ربه
- شرح تبصرة المتعلمين شرح على كتاب تبصرة المتعلمين لابن المطهر الحلي.[7]
- مزيل الأغيار عن الأبصار
- مصباح العابدين رسالة عملية مختصرة من الرسالة الكبرى منار العارفين.[8]
- مفاتيح الأنوار ومصابيح الأسرار أو مفاتيح الأنوار في بيان معرفة الأسرار، يبحث في علم الكلام ويشمل العقائد من المبدأ إلى المعاد. قام بتأليفه بتاريخ 13 7 1257
- مُفرِحُ القلوب ومهيّج الدَّمع المسكوب، وهو كتابه الموسوم بفخري الشيخ محمد. قسمه إلى ثلاثة عشر مقصدًا في كل مقصدٍ مطلبان، وفي كل مطلب فصلان.
- منار العارفين وبغية العابدين في ما أوجبه رب العالمين على المكافين إلى يوم الدين رسالته العملية الموجهة لعمل مقلديه.[9]
- منار العباد في شرح الإرشاد، فقهي أصولي، وهو شرح لإرشاد العلامة الحلي ببحث استدلالي، جعل منه رسالته العلمية المطولة في مسائل الشرعية وأحكامه الفقهيه، وقد يطلق البعض على الكتاب عنوان منار العارفين ومنار العابدين.
- مناسك الحج
- المنهاج بدرة الإبتهاج في بيان معرفة المعراج
- نجاة الهالكين في بيان حصر العلل الأربع في الحقيقة المحمدية، توضيح لمقامات النبي محمد وأئمة الاثنا عشر، قام بتأليفه في كربلاء انتهى منه 15 6 1528
- النور المضي في معرفة الكنز الخفي
- هداية المسترشدين في معرفة صحة ورود النصوص النورانية عن الأئمة الطاهرين